# On the 6
On the 6 (engl. für: „In der 6“) ist das Debütalbum der US-amerikanischen Pop-R&B-Sängerin Jennifer Lopez. Es wurde am 1. Juni 1999 in den Vereinigten Staaten vom Musiklabel Epic Records veröffentlicht.

## Hintergrund
Der Name des Albums bezieht sich auf die Linie 6 der U-Bahn in New York City. Dort arbeitete Lopez vor ihrem Karrierestart als Kellnerin. Das Album sollte eigentlich Feelin’ So Good heißen, aber Lopez entschied sich für On the 6. Stattdessen wurde Feelin’ So Good als dritte Single veröffentlicht. Das Album enthält zwei Diana-Ross-Coverversionen: Promise Me You’ll Try und das Bonus-Lied Theme from Mahogany (Do You Know Where You’re Going To). Dieses Album ist pop-orientierter als ihre späteren Alben.

## Titelliste
1. If You Had My Love (Jerkins, Jerkins III, Daniels, Cory Rooney) – 4:25
2. Should’ve Never (Rooney, Lopez, Barnes, Olivier, Baliardo, Reyes) – 6:14
3. Too Late (Rooney, Lopez, West) – 4:27
4. Feelin’ so Good (feat. Big Pun und Fat Joe) (Rooney, Lopez, Rios, Cartagena, Combs, Standard, Logios) – 5:27
5. Let’s Get Loud (Estefan, Santander) – 3:59
6. Could This be Love (Dermer) – 4:26
7. No Me Ames (Tropical Remix mit Marc Anthony) (Giancarlo Bigazzi, Marco Falagiani, Ignacio Ballesteros, Aleandro Baldi) – 5:03
8. Waiting for Tonight (Maria Christensen, Michael Garvin, Phil Temple) – 4:06
9. Open off My Love (Darrell Branch, Kyra Lawrence, Lance Rivera) – 4:35
10. Promise Me You’ll Try (Peter Zizzo) – 3:52
11. It’s Not That Serious (R. Jerkins, F. Jerkins, Rooney, Lopez, Loren Dawson) – 4:17
12. Talk About Us (Rooney) – 4:35
13. No Me Ames (Ballad Version mit Marc Anthony) – 4:38
14. Una Noche Más (Christensen, Garvin, Temple, Manny Benito) – 4:05
15. Baila (Estefan Jr., Secada, Barlow, Noriega) (Bonustrack International Edition CD) – 3:35
16. Theme from Mahogany (Do You Know Where You’re Going To) (Masser, Goffin) (Bonustrack International Edition CD) – 3:34

## Erfolg
On the 6 debütierte auf dem achten Platz der amerikanischen Billboard 200 in der Woche zum 19. Juni 1999 mit über 11.000 verkauften CD-Einheiten in der ersten Verkaufswoche. Das Album blieb 63 Wochen in den US-Albumcharts, davon zwanzig Wochen in den Top Ten. Es wurde weltweit über fünf Millionen Mal verkauft, und es wurden fünf Singles ausgekoppelt, darunter der Nummer-eins-Hit und Durchbruch If You Had My Love, der 1999 die Spitzenposition in den Billboard Hot 100 für fünf Wochen halten konnte. Es ist bisher die erfolgreichste Single-Auskopplung von Jennifer Lopez. Ebenfalls erfolgreich war die zweite Single Waiting for Tonight.

## Auszeichnungen und Nominierungen
American Music Awards
- zwei Nominierungen – Favorite Pop/Rock New Artist und Favorite Latin Artist (1999)

Grammy Awards
- zwei Nominierungen – Best Dance Recording für Waiting for Tonight (2000) und Let’s Get Loud (2001)

Latin Grammy Awards
- zwei Nominierungen – Best Pop Performance by a Duo or Group with Vocal und Best Music Video für No Me Ames mit Marc Anthony (2000)

Billboard Music Awards
- Best Pop Clip für If You Had My Love (1999)

BRIT Awards
- zwei Nominierungen – Best International Female Solo Artist und Best International Breakthrough (2000)

Billboard Latin Music Awards 
- Hot Latin Track of the Year, Vocal Duo für No Me Ames mit Marc Anthony (2000)

Nickelodeon’s Kid’s Choice Awards
- Favorite New Music Artist (2000)

Soul Train Music Awards
- Nominierung für Best R&B/Soul Album, Female für On The 6 (1999)

MTV Video Music Awards
- vier Nominierungen für „If You Had My Love“ – Best Female Video, Best Dance Video, Best Pop Video and Best New Artist (1999)
- Nominierung für Best Artist Website (1999)
- Best Dance Video für Waiting for Tonight; Nominierung für Best Choreography für Waiting for onight (2000)

Teen Choice Awards
- Best Song of the Summer für If You Had My Love (1999)

ALMA Awards
- Outstanding Music Video Performer für If You Had My Love (2000)

## Kommerzieller Erfolg

### Chartplatzierungen
| ChartsChartplatzierungen       | Höchstplatzierung | Wochen |
| ------------------------------ | ----------------- | ------ |
| Deutschland (GfK)              | 3 (54 Wo.)        | 54     |
| Österreich (Ö3)                | 7 (20 Wo.)        | 20     |
| Schweiz (IFPI)                 | 3 (53 Wo.)        | 53     |
| Vereinigte Staaten (Billboard) | 8 (53 Wo.)        | 53     |
| Vereinigtes Königreich (OCC)   | 14 (38 Wo.)       | 38     |

| ChartsJahrescharts (1999)    | Platzierung |
| ---------------------------- | ----------- |
| Deutschland (GfK)            | 32          |
| Österreich (Ö3)              | 40          |
| Schweiz (IFPI)               | 44          |
| Vereinigtes Königreich (OCC) | 80          |

| ChartsJahrescharts (2000) | Platzierung |
| ------------------------- | ----------- |
| Deutschland (GfK)         | 82          |

### Auszeichnungen für Musikverkäufe
| Professionelle Bewertungen | Professionelle Bewertungen |
| -------------------------- | -------------------------- |
| Kritiken                   |                            |
| Quelle                     | Bewertung                  |
| allmusic                   | [ 9 ]                      |
| Rolling Stone              | [ 10 ]                     |
| New Musical Express        | [ 11 ]                     |

| Land/Region                  | Auszeichnungen für Musikverkäufe (Land/Region, Auszeichnung, Verkäufe) | Verkäufe    |
| ---------------------------- | ---------------------------------------------------------------------- | ----------- |
| Argentinien (CAPIF)          | Gold                                                                   | 20.000      |
| Australien (ARIA)            | Platin                                                                 | 70.000      |
| Belgien (BRMA)               | Gold                                                                   | 25.000      |
| Deutschland (BVMI)           | Gold                                                                   | 250.000     |
| Europa (IFPI)                | Platin                                                                 | (1.000.000) |
| Finnland (IFPI)              | —                                                                      | 10.505      |
| Frankreich (SNEP)            | 2× Gold                                                                | 210.000     |
| Griechenland (IFPI)          | Gold                                                                   | 15.000      |
| Indonesien (ASIRI)           | Platin                                                                 | 50.000      |
| Italien (FIMI)               | Platin                                                                 | 100.000     |
| Japan (RIAJ)                 | Gold                                                                   | 100.000     |
| Kanada (MC)                  | 5× Platin                                                              | 500.000     |
| Neuseeland (RMNZ)            | Platin                                                                 | 15.000      |
| Niederlande (NVPI)           | Platin                                                                 | 80.000      |
| Österreich (IFPI)            | Gold                                                                   | 25.000      |
| Polen (ZPAV)                 | Platin                                                                 | 70.000      |
| Schweiz (IFPI)               | Platin                                                                 | 50.000      |
| Spanien (Promusicae)         | 2× Platin                                                              | 280.000     |
| Vereinigte Staaten (RIAA)    | 3× Platin                                                              | 3.000.000   |
| Vereinigtes Königreich (BPI) | Platin                                                                 | 300.000     |
| Insgesamt                    | 8× Gold · 20× Platin ·                                                 | 5.130.505   |

Hauptartikel: Jennifer Lopez/Auszeichnungen für Musikverkäufe